# 第二次世界大戦中のルーマニア
第二次世界大戦中のルーマニア（だいにじせかいたいせんちゅうのルーマニア）では、第二次世界大戦中のルーマニア（当時はルーマニア王国）について解説する。
1939年9月1日、ナチス・ドイツのポーランド侵攻により第二次世界大戦が勃発すると、カロル2世統治下のルーマニア王国は9月4日、中立を表明した。しかし、1940年にはナチス・ドイツが北欧とフランスとベネルクス三国を制圧してヨーロッパ情勢が激変し、国内の政治的混乱も相まって中立政策は弱まっていった。大戦勃発に先立つ1930年代、ルーマニア国内では鉄衛団のような在野ファシスト政治勢力が台頭していたほか、1939年3月23日にアルマンド・カリネスク首相はプロイェシュティ油田などの利権をドイツへ譲渡する経済協力協定を締結していた。
ナチス・ドイツとソビエト連邦は1939年に独ソ不可侵条約を結び、秘密議定書で東欧における勢力範囲分割を取り決めていた。1940年6月、ソ連はルーマニアに圧力をかけてベッサラビアと北ブコヴィナを割譲させた。第一次世界大戦で敗戦国となっていた、隣国のハンガリーとブルガリアもドイツの仲介下、ルーマニアから旧領の一部を奪取した。ルーマニア世論は憤激し、カロル2世はミハイ1世に譲位して1940年9月に亡命。親独派のイオン・アントネスクが政権を掌握した。10月4日にドイツ軍がルーマニアに進駐し、11月23日にルーマニアは枢軸国への参加を公式に表明した。駐留ドイツ軍とルーマニア軍は、領土割譲への反対運動を続ける鉄衛団を1941年にかけて鎮圧した。
ナチス・ドイツが1941年6月22日に開始したソ連侵攻にルーマニアも参戦し、ドイツに装備や石油を提供したほか、ドイツの同盟国としては最大の軍隊を東部戦線に送り込んだ。
イギリスはルーマニアに対し、対ソ戦線への参加を見送るよう働きかけたがルーマニアは拒否。同年12月5日、イギリスがルーマニアに対して宣戦布告を発表し、枢軸国側の一員として戦うことが決定づけられた。
ルーマニア軍は、ウクライナ、ベッサラビア、スターリングラードなどの戦闘で重要な役割を果たした。また、ルーマニア軍は占領地域で26万人のユダヤ人を迫害、虐殺したが、旧来からのルーマニア国内に住むユダヤ人は、ほとんどがこの過酷な状況を生き延びた。歴史家・作家のマーク・アックスワージーによると、ヨーロッパ二番目の枢軸国勢力はルーマニアであると考えられるが、イタリアであるとする説も根強く、論争の的となっている。
戦況は次第に枢軸国が不利になる。1943年以降はルーマニアも連合国軍による空襲を受け、1944年3月29日にはソ連がプルト川を渡河してルーマニアに侵攻した。同年8月23日、ミハイ1世はクーデターを起こしてアントネスクを解任し、コンスタンチン・サナテスクが首相に就いた。翌8月24日、ルーマニア政府はドイツに国交断絶と軍事同盟解消を通告。ドイツが首都ブカレストを爆撃したため、8月25日にルーマニアはドイツへ宣戦布告した。ルーマニア軍は、同じく枢軸国から離脱したブルガリア軍とともにソ連軍指揮下に組み込まれ、ドイツ軍やハンガリー軍と戦った。
戦後、ルーマニアはハンガリーから北トランシルヴァニアを奪還したものの、ベッサラビア（モルドバ）と北ブコヴィナはソ連領、南ドブロジャはブルガリア領のままとなった。ソ連は、ルーマニアを含めて占領した東欧諸国をソ連陣営に組み込み、東欧革命まで西側諸国との東西冷戦が続いた。アントネスクは1946年6月に処刑された。ミハイ1世も国を追われ、ルーマニア共産党が統治するルーマニア人民共和国へ移行した。

## 背景

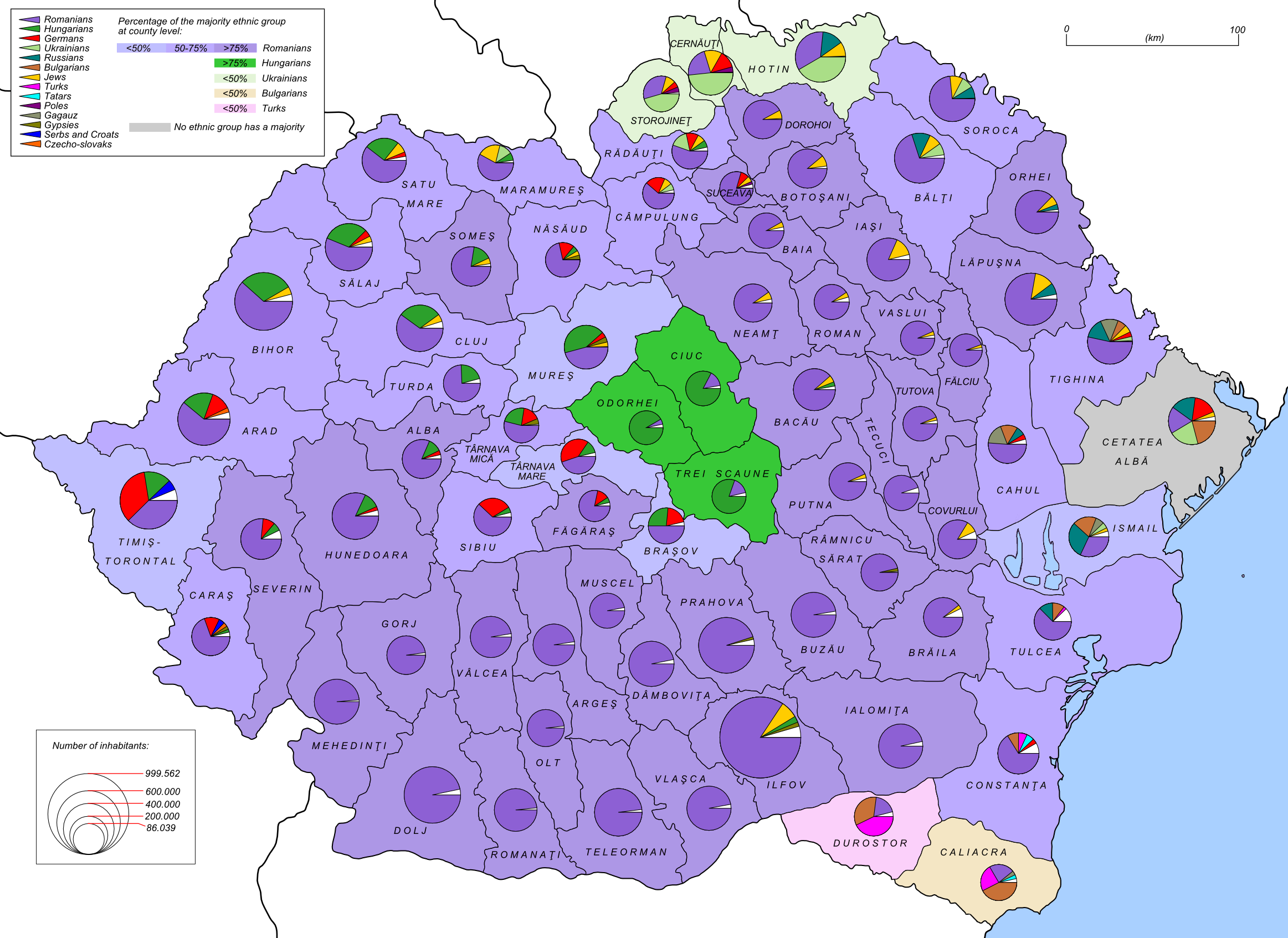
1930年の国勢調査による大ルーマニアの民族分布図。少数民族を数多く含んでおり、これがハンガリー、ブルガリア、ソ連との対立の要因となった。

ルーマニアが位置するバルカン半島は古来、様々な民族が行き来した。南からはビザンツ帝国を滅ぼしたオスマン帝国が、北からはオーストリア＝ハンガリー帝国やロシア帝国が進出し、それぞれの属国を含めて多くの国が興亡。20世紀初めのバルカン戦争後も領土問題や民族紛争の火種が残ったまま、第一次世界大戦（1914～1918年）を迎えた。
第一次世界大戦でルーマニアは協商国側で参戦し、中央同盟国に一時屈服したものの（ルーマニア戦線）、最終的には戦勝国となった。敗戦国となり解体したオーストリア＝ハンガリー帝国からはトランシルヴァニアとブコヴィナ、バナト東部を、ロシア革命で崩壊したロシア帝国からはベッサラビアを獲得し、国土を戦前の二倍以上に広げた領土を大幅に広げた。これにより、ルーマニア人の住む全領域を統一した国民国家を形成するという長年の大ルーマニア構想が実現することになる。しかし、新たに併合した領域には、ハンガリー、ドイツ、ブルガリア、ウクライナ、ロシアの少数民族も住んでおり、ルーマニアは近隣国の一部と対立した。この対立はときに激化し、ハンガリー・ルーマニア戦争やタタールブナリー蜂起などに発展した。1921年、民族統一主義的なハンガリーを封じ込めるため、ルーマニア、ユーゴスラビア、チェコスロバキアの三国は小協商を締結した。同年、ルーマニアとポーランドは、新たに誕生したソビエト連邦に対抗する防衛同盟を結び、さらに1934年には、ユーゴスラビア、ギリシャ、トルコとともに、ブルガリアを警戒するバルカン協商が成立した。
19世紀後半以降のルーマニアでは、親欧米で比較的民主的な立憲君主制をとっていた。しかし、1930年代に入ると、世界恐慌や、国家に対する革命テロを提唱する鉄衛団といったファシストや極右主義の運動が高まったため、ルーマニアは混乱した。これに対し、国王のカロル2世は1938年、国家を安定させるという名目のもとに「王室独裁」を宣言し、独裁色を強めた。この新しい政権は、イタリアのファシスト政権やナチス・ドイツに似たコーポラティズム政策をとっていた。これらの内部事情に加え、経済的な圧力や、ヒトラーの攻撃的な外交にフランスやイギリスが弱気の対応を見せたことなどが相まって、ルーマニアは次第に連合国側を離れ、枢軸国へと接近した。
1939年4月13日、フランスとイギリスは、ルーマニア王国の独立を保障することを約束した。同様の保障は、ソ連との間でも交渉されたが、ルーマニアがソ連軍（赤軍）を自国に入れることを拒んだため決裂した。
1939年8月23日、ドイツとソ連は独ソ不可侵条約に調印した。このなかで、1812年から1918年までロシア帝国の支配下にあったベッサラビアの利権に対し、ソ連の所有が認められた。同時にソ連は、この地域においてドイツの関心はそれほど高くないとの確証を得ることができた。
この8日後、ナチス・ドイツはポーランド第二共和国に侵攻した。ポーランドは、イギリスとフランスの軍事援助があった際に、ルーマニアとの国境地帯にあったルーマニア橋頭堡を用いることができるよう、同盟によるルーマニアの支援を要求しないことを選択した。ルーマニアは公式に中立を維持していながらも、ソ連とドイツの圧力を受けており、9月17日に、後に亡命政府となるポーランド政府のメンバーがルーマニアに入境すると、彼らを抑留した。9月21日にアルマンド・カリネスク首相が暗殺されてからも、さらに数ヶ月の間、カロル2世はルーマニアの中立を維持しようと試みた。しかし、フランス第三共和政がドイツに降伏し、イギリスがヨーロッパ大陸から撤退すると、両国がルーマニアに宣言していた独立保障は期待できなくなってしまった。

多くの領土を失ったルーマニア。ベッサラビアと北ブコヴィナの回復は、ルーマニアがドイツ側について参戦する動機にもなった。

1940年、ルーマニアは、第一次世界大戦で獲得した領土の大半を再び失うこととなる。7月27日、ソ連が行った最終通告にルーマニアが合意するかたちで、ベッサラビアと北ブコヴィナを明け渡した。ソ連はこれらに加え、最終通告では言及していなかったヘルトサも併合した。ベッサラビアの3分の2は、もともとソ連領であった小さな領域と合わせてモルダヴィア自治ソビエト社会主義共和国となり、残り（北ブコヴィナ、北ホティン、ブジャク）はウクライナ・ソビエト社会主義共和国に併合された。
直後の8月30日、第二次ウィーン裁定において、ドイツとイタリアの仲介のもと、対立関係にあったルーマニアとハンガリーとの間で領土協定を締結した。この結果、第一次世界大戦後のトリアノン条約でトランシルヴァニアを失っていたハンガリーは、北トランシルヴァニアを獲得し、南トランシルヴァニアはルーマニア領のまま残った。9月7日には、ドイツの圧力を受けたクラヨーヴァ条約により、南ドブロジャ（1913年の第二次バルカン戦争でルーマニアがブルガリアに侵攻し、獲得していた）をブルガリアに返還した。
ルーマニアが失った領土はいずれも併合されてからそれほどの年月が経っていなかったが、南ドブロジャを除いて領内の住民の大半がルーマニア語を話していたため、ルーマニア人にとっては古くからの領土という認識であった。これらの領土を戦いもせずに奪われたという事実は、カロル2世の求心力を低下させる要因となった。
7月4日、イオン・ジグルトゥは、鉄衛団の一員であったホリア・シマを加え、ルーマニア政府の政権を獲得した。ホリア・シマは、コルネリウ・コドレアヌの死後、鉄衛団の事実上の指導者となっていた人物で、強い反ユダヤ主義を抱いていた。また、重要人物としては珍しく、数年間にわたる国王政府と極右勢力の間の残虐な抗争、弾圧を生き延びた者の1人であった。

## アントネスクによる政権掌握

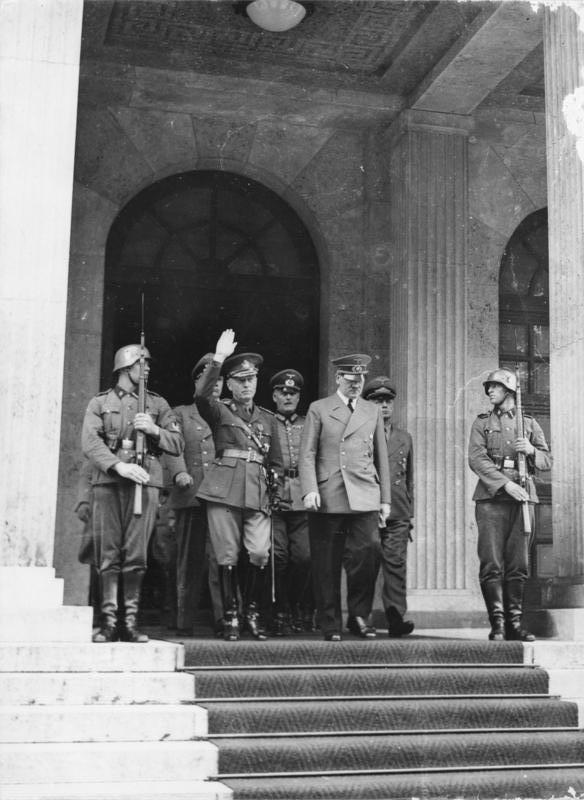
ミュンヘンの総統官邸で並ぶイオン・アントネスクとアドルフ・ヒトラー（1941年6月）

北トランシルヴァニアを失った直後の1940年9月4日、ホリア・シマ率いる鉄衛団は、将軍（後に元帥）であったイオン・アントネスクと手を組んで「国民軍国」を設立し、カロル2世に退位を要求、王位を19歳の息子であったミハイ1世に継がせた。カロルと愛人のマグダ・ルペスクは亡命し、ルーマニアは領土紛争で不利な結果を強いられていたものの、枢軸国側へと歩み寄っていくこととなる。また、鉄衛団はルーマニアで唯一の政党となり、アントネスクは鉄衛団の指導者、シマは副首相にそれぞれ就任した。
鉄衛団の政権下において、もともと厳しいものであった反ユダヤ法はさらに強化された。また、数少ない実業家を対象とした法律も制定され、賄賂による法律の緩和や、敵に対する復讐が横行した。10月8日、ドイツ軍がルーマニアに入り、その数は瞬く間に50万人まで膨れ上がった。
11月23日、ルーマニアは枢軸国へ公式に加わった。11月27日、元高官や役人64人が、ジラヴァ刑務所において裁判なしで処刑された（ジラヴァ虐殺）。その日の遅くには、歴史家で元首相のニコラエ・ヨルガや経済学者で元大臣のVirgil Madgearuが同様に処刑された。
鉄衛団とアントネスクの共同による政権運営は、決してうまくいっていたわけではなかった。1941年1月20日、鉄衛団はブカレストのユダヤ人虐殺と同時にクーデターを試みた。しかし、アントネスクは4日以内にこのクーデターの鎮圧に成功し、鉄衛団は政府から追放されることとなった。シマや多くのレジオナーレ（鉄衛団の構成員）がドイツへと逃亡し、残った者は投獄された。アントネスクは国民軍国を廃止し、代わって「国民社会国家」を宣言した。

## 東部戦線

ルーマニアは1941年7月に、ドニエストル川と南ブーフ川に挟まれたトランスニストリアを併合した。図は1941年の民族分布を示す。

バルバロッサ作戦にルーマニアとドイツが参加したことを記念して両国の兵士が描かれた1941年の切手。絵の下には「ボリシェヴィキに対する聖戦」と書かれている。

1941年6月22日、ルーマニアの支援を受けたドイツ軍がソ連を攻撃した（バルバロッサ作戦）。ドイツとルーマニアの部隊は、ベッサラビア、オデッサ、セヴァストポリを占領し、ロシアの草原地帯を越えて東のスターリングラードまで進軍した。ルーマニアはドイツの同盟国ということもあり、この戦闘を歓迎した。アドルフ・ヒトラーは、ベッサラビアと北ブコヴィナを返還し、オデッサやムィコラーイウを含むドニエストル川と南ブーフ川の間のソビエト領については支配権を与えることで、ルーマニアの忠誠に報いた。オデッサの好戦的なルーマニア人は、かつてダキア人がロシア南部の大部分に住んでいたことを示す地図を配布して、戦意をかき立てた。ミュンヘン作戦と呼ばれるベッサラビアとブコヴィナの奪還後、ルーマニア軍はオデッサ、クリミア半島、スターリングラード、コーカサスでもドイツ軍について戦った。ルーマニア第3軍、第4軍として東部戦線に赴いた兵士の数は、ナチス・ドイツ自身に次いで2番目の規模であった。ルーマニアの軍勢は1941年夏の時点で686,258人であり、1944年夏には1,224,691人にのぼった。これは、対ソ戦で派遣された軍隊の規模としては、ドイツの他の同盟国全てを上回るものであった。アメリカ議会図書館連邦調査部による国別調査では、この状況を「北トランシルヴァニアの領有権を巡って、ヒトラーの機嫌をとるために行われている、ハンガリーとの不健全な競争」と捉えている。
1年前にソ連に占領されていたベッサラビアと北ブコヴィナは、ルーマニアが完全に取り戻した。1941年8月、ヒトラーはアントネスクに対し、第二次ウィーン裁定後ハンガリー領になっていた北トランシルヴァニアの代わりとして、1941年10月の戦いで陥落していたオデッサを含む、ドニエストル川と南ブーフ川に挟まれたドニエストル地方の支配権を渡すという条件で説得した。ルーマニアは、枢軸軍占領地域のうちウクライナ南西部を「トランスニストリア」として自国領に編入し、オデッサ市を「アントネスク市」に改名した。また日本の太平洋戦争突入を受けてドイツが1941年12月11日にアメリカ合衆国（米国）へ宣戦布告すると、翌12月12日にルーマニアとブルガリアが、12月13日にはハンガリーも米英に宣戦した。
ルーマニア軍は1941年から42年にかけてソ連領内まで進軍し、1942年〜43年に行われたスターリングラード攻防戦にも加わった。ルーマニアのペトレ・ドゥミトレスクは、スターリングラードで第3軍を率いたことで知られる。1942年11月には、ウラヌス作戦でソ連の反撃に遭っていた第3軍を支援するため、彼はドイツの第6軍も一時的に指揮下に置いている。
スターリングラード攻防戦でソ連の反撃に遭う以前、アントネスクは、ドイツがソ連に対して勝利を収めることを前提として、その後トランシルヴァニアの領有権を巡りハンガリーと戦争になることは避けられないと考えていた。この問題は、ハンガリーがドイツの同盟国であったため、1944年8月にルーマニアが連合国側に寝返った際、第二次ウィーン裁定後ハンガリー領となっていた北トランシルヴァニアを取り戻すことで解決した。

## 国内における戦闘

### 空襲

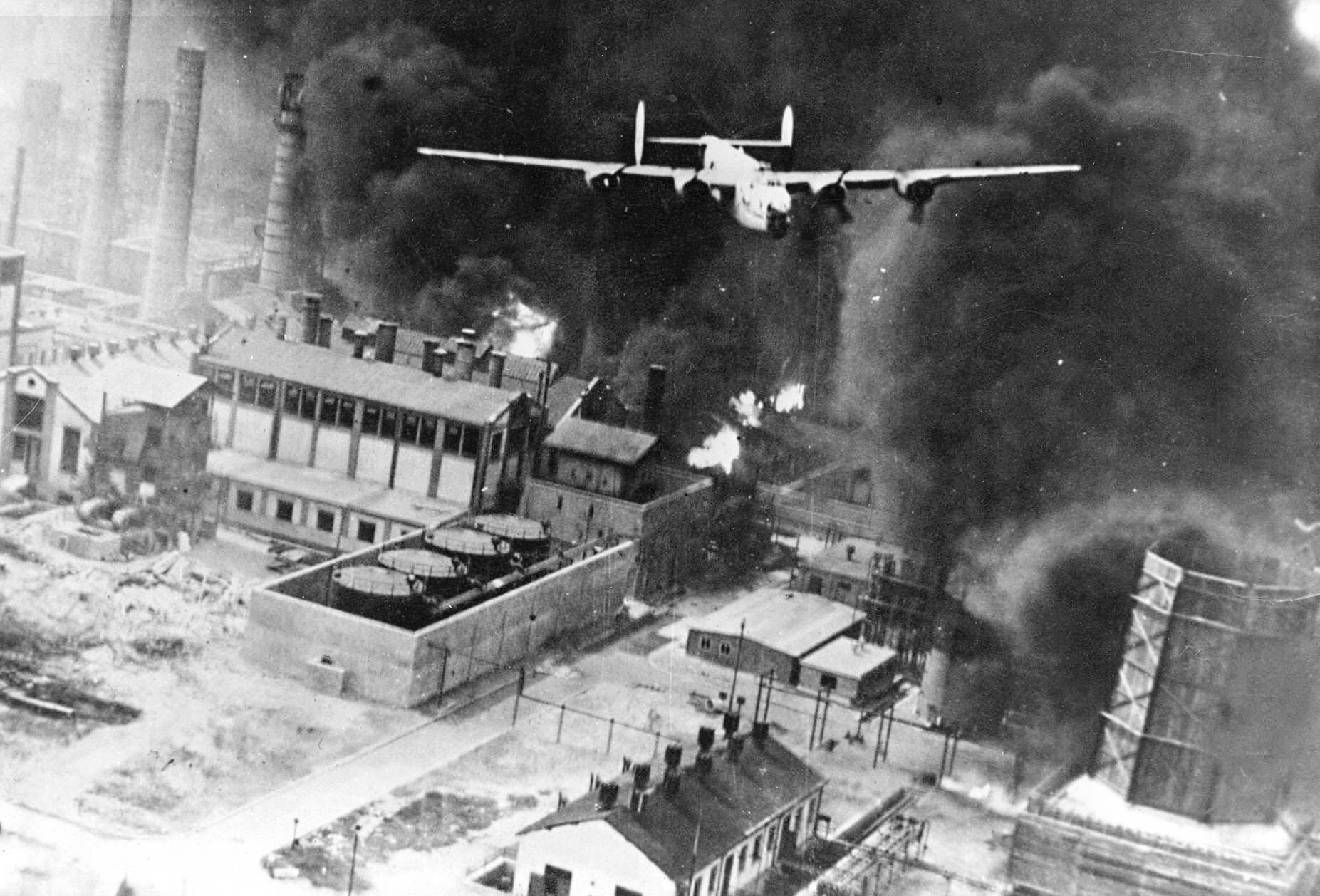
1943年8月1日、タイダルウェーブ作戦の一環として、燃えさかるプロイェシュティの石油精製所上空を飛行するアメリカのB-24。枢軸国に石油を供給する重要な役割を負っていたルーマニアは、1943年から44年にかけて連合国軍の大きな標的となった。

アントネスク政権時代を通じて、ルーマニアはナチス・ドイツや枢軸国軍に石油、穀物、工業製品を供給していた。また、ブカレストの北駅のような国内の数多くの鉄道駅が、東部戦線に向かう軍隊の通過点として機能した。そのため、1943年までには、連合国軍の空襲にさらされるようになった。最も知られているのは、1943年8月1日に、プロイェシュティの油田が攻撃されたタイダルウェーブ作戦である。ブカレストは1944年8月4日と15日に激しい空爆を受け、連合国側に転換後の8月24日と25日には、ドイツ空軍による空襲も行われた。

### 地上戦
1943年2月、スターリングラードでソ連が決定的な反撃を行うと、戦況は枢軸国に不利であることが明らかになっていく。
1944年までに、ルーマニア経済は、戦争にかかる費用、首都ブカレストをはじめ全土で行われた連合国軍による激しい空爆が要因で、崩壊していた。加えて、ドイツに送られた石油、穀物、装備といった製品のほとんどは、ドイツが支払を拒んだため、金銭的な補償がなされなかった。この無賃による輸出の結果、ルーマニアのインフレーションは急激に悪化した。ルーマニア人の間では不満がはびこり、かつてはドイツと共闘することを熱烈に支持した人であっても、ドイツとルーマニアの関係に立腹するようになっていた。
1943年12月初め、ソ連がドニエプル＝カルパティア攻勢で進軍し、1944年4月には、枢軸国軍はドニエストル川まで押し戻された。1944年の3月から5月にかけて、ミハイ・ラコヴィッツァ将軍率いるルーマニア軍は、ドイツの第8軍とともにルーマニア北部の防衛を担い、トゥルグ・フルモス攻防戦で抗戦する。歴史家のデヴィッド・グランツによると、ソ連がルーマニアに侵攻したのは、このときが最初である。ここでルーマニア北部の枢軸国側守備線は後退したと考えられている。1944年8月20日に開始されたヤッシー＝キシニョフ攻勢では短期的かつ決定的なソ連の勝利となり、この地域におけるドイツとルーマニアの前線は崩壊する。8月21日にはソ連がトゥルグ・フルモスやヤシを、24日にはキシナウを占領した。

## ホロコースト

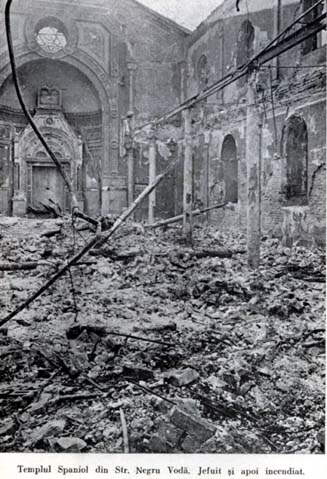
略奪や銃撃を受けた後のブカレストにあるセファルディム寺院（1941年）

2004年にルーマニア政府が発表した国際委員会の報告書によると、戦時中、ルーマニア国内、ベッサラビアやブコヴィナの戦争地帯、ルーマニア支配下のソ連領占領地（トランスニストリア行政区域）では、28万人から38万人のユダヤ人が、様々な形で殺害されたり死亡したりした。また、2万5千人のロマがトランスニストリアにある強制収容所に送られ、うち1万千人が死亡した。
殺害の多くはルーマニアやドイツの軍隊によって戦争地帯で行われたが、前線から離れたところでも相当な迫害があった。1941年6月のヤシの大虐殺では、1万3千人以上のユダヤ人がその場で虐殺されたり、列車で田舎を輸送されるなか死亡したりした。
ルーマニアのベッサラビア、ブコヴィナ、ドロホイに住んでいた推定27万人から32万人のユダヤ人のうち、半数が1941年6月から1944年の春にかけて死亡した。このうち4万5千人から6万人は、1941年にルーマニアが参戦してから数ヶ月以内に、ルーマニアやドイツの軍隊によって殺害された。初期の大虐殺以外でも、モルダヴィア、ブコヴィナ、ベッサラビアのユダヤ人に対しては頻繁に虐殺が行われたほか、ゲットーに集められ、ルーマニア当局の運営するキャンプなどトランスニストリアにある収容施設に送られた。
ルーマニアの兵士や憲兵は、枢軸国支配領域でのユダヤ人やロマの虐殺を任務とするドイツの殺戮部隊「アインザッツグルッペン」や、ウクライナの民兵、ウクライナのドイツ人で構成されたナチス親衛隊（ゾンダーコマンドや自衛団）とも活動した。ルーマニア軍は、1941年10月18日から1942年3月の中頃にかけて、憲兵や警察の支援を受けた兵士が、オデッサで最大2万5千人のユダヤ人を殺害し、3万5千人以上を強制収容所に送ったオデッサ虐殺についても、大部分の責任を負っているとされる。
全地域での死者数は定かではないが、ルーマニアがソ連から奪還した東部地域においては、最も低い推定値でも、25万人のユダヤ人と1万千人のロマが死亡したとされる。一方で、バルバロッサ作戦以前においてもルーマニア領内であった地域では、ユダヤ人たちは強制労働、罰金、差別法など厳しい条件にあったものの、ほとんどが生き延びている。ユダヤ人の財産は国有化された。
2004年にルーマニア政府が承認した報告書では、ホロコーストについて次のように結論づけられている。
ナチス・ドイツの同盟国のうち、ドイツ以外でどの国よりも多くのユダヤ人の死に責任を負っているのはルーマニアである。例えば、ヤシ、オデッサ、ボグダノフカ、ドマノフカ、ペチョラで行われた殺人は、ユダヤ人に対するホロコーストの中でも特に忌まわしい殺人である。ルーマニアはユダヤ人に対してジェノサイドを行った。国内の一部地域でユダヤ人が生き残ったからといって、この事実が変わることはない。

## 王室によるクーデター

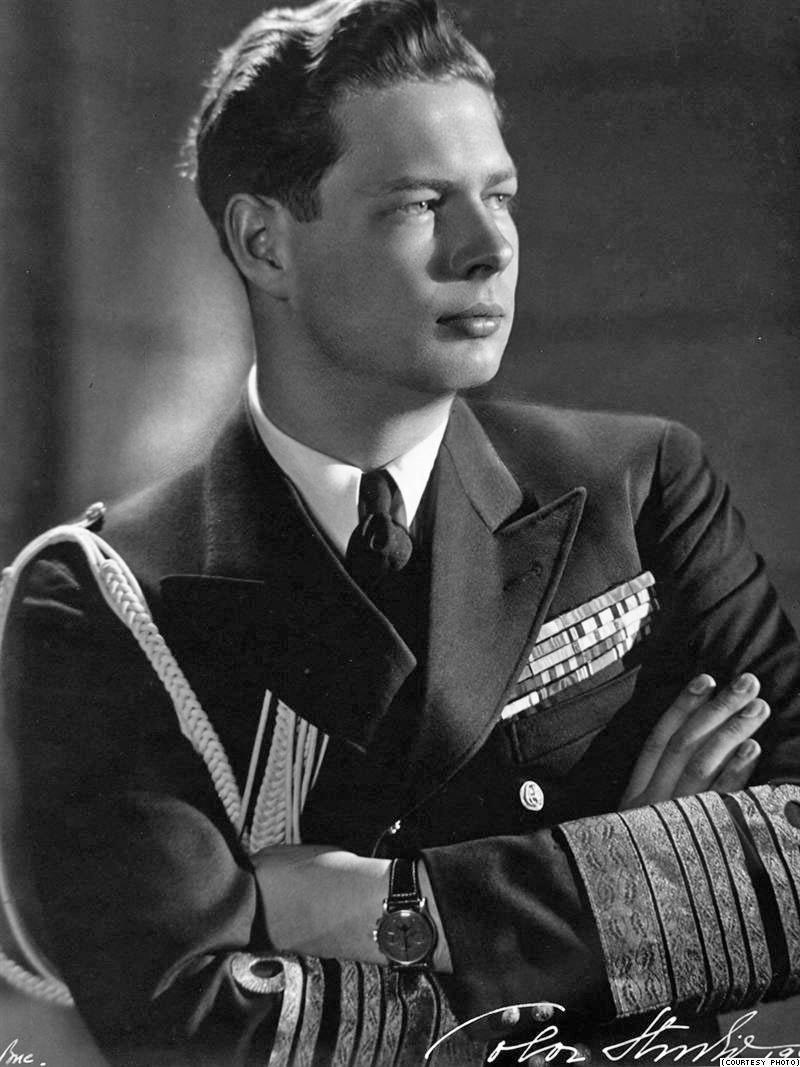
クーデターを率いたミハイ1世は、ルーマニアを連合国側に転換させた。

1944年8月23日、ヤッシー＝キシニョフ攻勢において赤軍がドイツ軍を突破するなか、ミハイ1世は野党の政治家、軍の大部分、共産主義者の支援を受けて、枢軸国に対するクーデターを成功させる。当初は実権のない国王にすぎないと考えられていたミハイ1世は、アントネスクの独裁政権の追放を成し遂げた。その後、彼はドイツ大使のマンフレート・フォン・キリンガーに対して、平和的に撤退するよう申し入れを行った。しかし、ドイツ人たちはクーデター前の状態に戻すことができると考え、軍事力によって状況を好転させようと試みた。ルーマニアの第1軍、第2軍と第3・4軍（まとめて単一の部隊）の残りは、ドイツの攻撃からルーマニアを守るよう国王から命を受けていた。ミハイ1世は、当時100万人近い勢力があったルーマニア軍を連合軍側に置くことを申し出た。これに対しヨシフ・スターリンは、すぐに王の地位とルーマニア君主制の復活を認めた。
8月23日夜には、ルーマニア国民と軍に向けてラジオ放送が流された。このなかでミハイ1世は、停戦を発表し、ルーマニアは連合国側につくことを宣言した。また、イギリス、アメリカ、ソ連によって提示されていた休戦協定の受け入れ（調印は9月12日）とドイツに対する宣戦布告も行った。クーデターにより赤軍のルーマニア進出が加速した一方で、ソ連による急激なルーマニア領の占領や、13万人にのぼるルーマニア兵の捕虜が捕らえられる事態は回避できなかった。捕虜はソ連へと送られ、その多くが収容キャンプで死亡した。休戦協定は3週間後の1944年9月12日に、事実上ソ連に指示された内容で署名された。休戦協定では、ルーマニアがソ連に対し、無条件降伏することが宣言され、メディア、通信、郵便、市民行政はソ連を代表とする連合国の支配下に置かれた。ルーマニアの方針転換に関する正式な承認が9月12日（モスクワで調印が行われた日付）まで遅れた理由としては、ソ連とイギリスの交渉が難航したためだともいわれる。

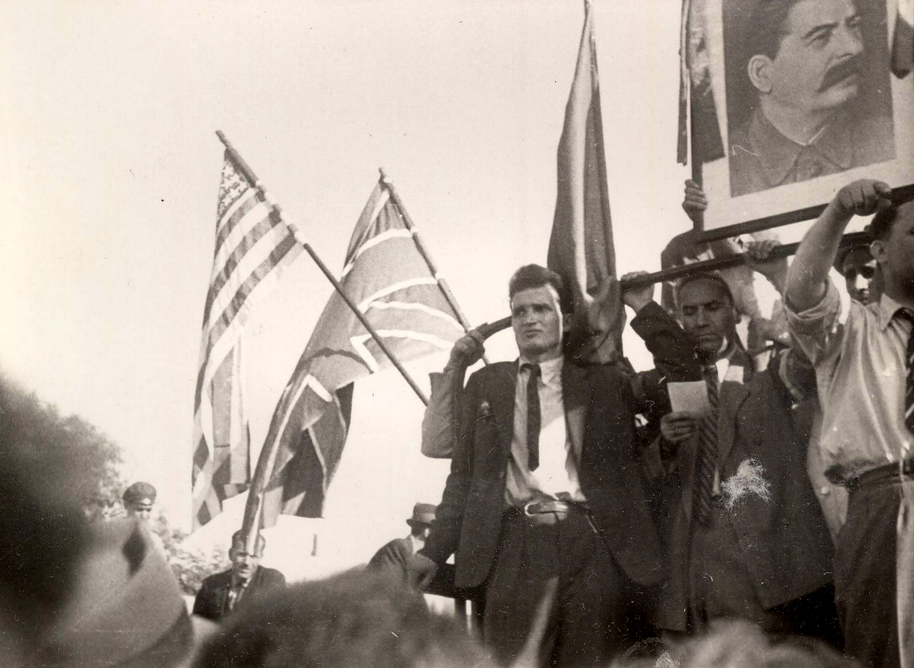
1944年8月30日、ブカレストに入る赤軍を歓迎するニコラエ・チャウシェスクら。

1944年10月のモスクワ会議では、イギリスの首相であったウィンストン・チャーチルは、ソ連の指導者、スターリンと、戦後の東ヨーロッパにおける勢力圏分割について合意した。このなかで、ソ連はルーマニアに対して90％の影響力を認められた。
9月12日に調印された休戦協定の第18項には、「連合国統治委員会を設立し、平和が確保されるまで、連合国権力に代わる連合国（ソ連）最高司令部の総合的な指示や要求のもと、現在の状態維持に関する規制と管理が行われる」と明示されている。また、第18項の付属文書には、「ルーマニア政府とその機関は、休戦協定に起因する連合国統治委員会のすべての指示を履行する」と記されている。さらに、連合国統治委員会はブカレストに置かれることのほか、第14項では、戦争犯罪者を裁くため、2つのルーマニア人民法廷が設立されることも定められた。

## 対枢軸国の戦争

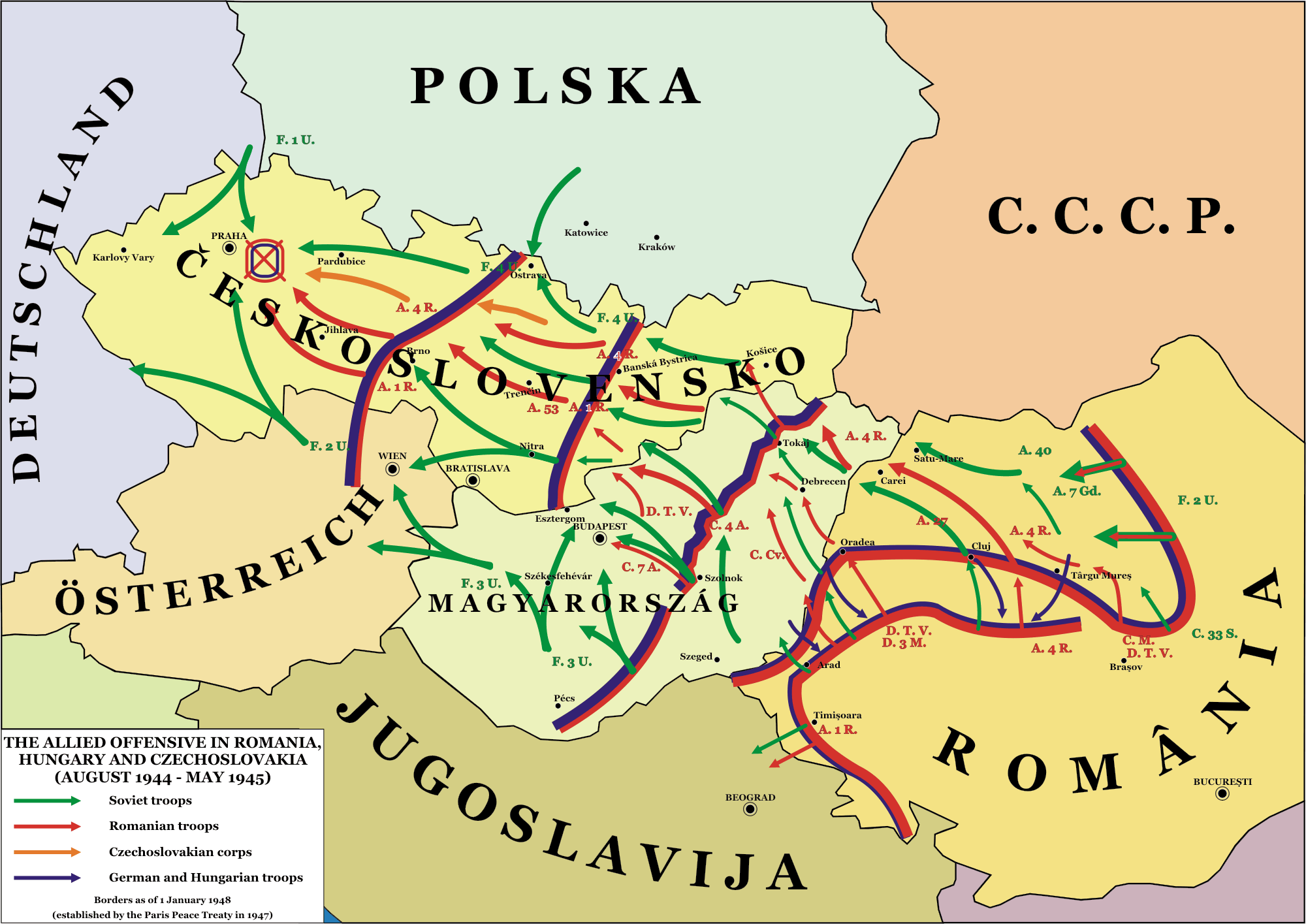
対枢軸国戦におけるルーマニア軍の軍事行動

1944年8月23日の夜、ルーマニアがドイツに宣戦布告すると、ハンガリーとの国境ではすぐに軍同士の衝突が起こった。8月24日には、ドイツ軍がブカレストを占領し、ミハイ1世のクーデターを制圧しようと試みたが、アメリカ空軍がブカレスト防衛の支援にまわり、成功しなかった。ルーマニア国内に残されたドイツ国防軍は相当な痛手を被った。第6軍の残党はプルト川の西側に後退したが、それを上回る速さで進軍した赤軍によって阻まれ、撃退された。また、ルーマニア軍は、プロイェシュティ油田のドイツ駐屯軍を攻撃し、ドイツはハンガリーへの退却を余儀なくされた。この状況下において、ルーマニア軍は5万人のドイツ人を捕らえ、彼らは後にソ連に降伏することとなる。
9月初旬、ソ連とルーマニアの軍はトランシルヴァニアに入り、ムレシュ川まで進軍する過程で、ブラショヴやシビウを占領した。軍の最大の目標は、歴史的にトランシルヴァニアの中心都市となっていたクルジュ＝ナポカを獲得することにあった。しかし、この地方にはハンガリー第2軍が存在し、ドイツの第8軍とともに抵抗したため、9月5日にトゥルダの戦いが始まった。この戦闘は10月8日まで続き、両軍に多数の死傷者を出した。
ルーマニアの枢軸離反を受け、ハンガリー国内では南トランシルヴァニア奪回論が出て、9月5日にハンガリー第2軍がルーマニア領内へ進撃を開始し、9月6日に宣戦を布告。翌9月7日にはルーマニアもハンガリーへ宣戦布告した。ハンガリー軍はルーマニア西部のアラド県に入り、ハンガリー単独としては最後となる攻撃を行った。序盤こそハンガリーが優勢だったものの、ルーマニアの士官訓練生による臨時の大隊が数多く組まれ、パウリシュの戦いでハンガリー軍の前進を食い止めることに成功した。その後すぐにルーマニアとソ連合同の反撃に遭ったハンガリーは、9月21日にアラドを明け渡した。この間の9月12日、ルーマニア政府代表団はソ連の首都モスクワで休戦協定に署名した。
ルーマニア軍は、1944年8月に連合国側についてから大戦終結までの間、トランシルヴァニア、ハンガリー、ユーゴスラビア、オーストリア、ボヘミア・モラヴィア保護領において、赤軍とともにドイツ国防軍と戦った。1945年5月には、ルーマニア第1軍と第4軍がプラハの戦いに参戦し、ナチス・ドイツとの戦いで相当な犠牲者を出した。1944年から45年にかけての枢軸国との戦いでは、参加した538,000人のルーマニア兵のうち、167,000人が死亡、負傷、行方不明となった。
| 国・地域                                     | 開始日          | 終了日         | 投入人数           | 被害者* | 山の 横断 | 川の 横断 | 村の 解放 | 町の 解放 | 相手側の被害                      |
| -------------------------------------------- | --------------- | -------------- | ------------------ | ------- | --------- | --------- | --------- | --------- | --------------------------------- |
| ルーマニア                                   | 1944年 8月23日  | 1945年 5月12日 | >275,000 (538,000) | 58,330  |           |           | 3,831     | 31        | 死傷: 167,000 軍事施設            |
| ハンガリー                                   | 1944年 10年8日  | 1945年 1月15日 | 210,000            | 42,700  | 3         | 4         | 1,237     | 14        | 捕虜: 21,045 死者: 9,700 軍事施設 |
| ボヘミア・モラヴィア保護領                   | 1944年 12月18日 | 1945年 5月12日 | 248,430            | 66,495  | 10        | 4         | 1,722     | 31        | 死傷・行方不明: 22,803            |
| ドナウ＝アルプス帝国大管区群                 | 1945年 4月10日  | 1945年 5月12日 | 2,000              | 100     |           |           | 7         | 1         | 死傷・捕虜: 4,000 軍事施設        |
| 全体                                         | 1944年 8月23日  | 1945年 5月12日 | 538,536            | 169,822 | 20        | 12        | 3,821     | 53        | 捕虜: 117,798 死者: 18,731        |
| * 軍事行動中の死者・負傷者・行方不明者の合計 |                 |                |                    |         |           |           |           |           |                                   |

## 戦後

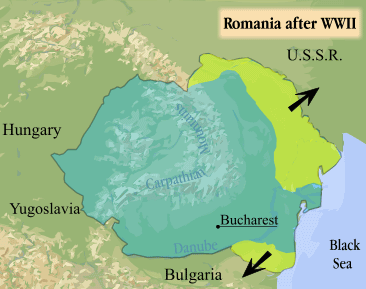
戦後、ルーマニアは領土の一部を失った。

1947年のパリ条約では、ルーマニアは連合国の共同参戦国としては認められず、条約の文中には「ヒトラー・ドイツの同盟国」という表現が用いられた。ルーマニアはフィンランドと同じく、3億ドルをソ連に賠償金として支払うよう求められた。しかし、1944年8月24日にルーマニアが連合国側についたことは明確に記されており、これは「国連国家すべての利益のための行動」と評価されている。ルーマニアの貢献に報いて、北トランシルヴァニアは再びルーマニア領となった。一方で、1941年1月には、ソ連とブルガリアの国境が変更され、タタルマーレ島の例外を除いてバルバロッサ作戦以前の状態に戻された。1991年にソ連が崩壊すると、東部領土はウクライナやモルドバの一部となった。
ルーマニアには、戦後ソ連が駐留したことで、政治権力としてルーマニア共産党が力をつけ、1947年には王政の廃止と一党体制の社会主義共和国の設立が行われることになる。

## 主な戦闘・作戦
| 戦闘                                 | 日付                           | 発生国                                | ルーマニア側勢力                                                                                         | 相手勢力                                       | 結果         |
| ------------------------------------ | ------------------------------ | ------------------------------------- | --- | ---------------------------------------------- | ------------ |
| ソ連のベッサラビア・北ブコヴィナ占領 | 1940年6月28日 – 7月3日         | ルーマニア                            | 国民軍国                                                                                                 | ソビエト連邦                                   | 敗北         |
| 鉄衛団の反乱・ブカレスト虐殺         | 1941年1月21日 – 23日           | ルーマニア                            | ルーマニア政府                                                                                           | 鉄衛団                                         | 勝利         |
| 枢軸国の一員として (1941年–1944年)   |                                |                                       | |                                                |              |
| バルバロッサ作戦                     | 1941年6月22日 – 12月5日        | ソビエト連邦                          | ナチス・ドイツ ルーマニア王国 フィンランド イタリア王国 ハンガリー王国 スロバキア共和国 クロアチア独立国 | ソビエト連邦                                   | 敗北         |
| コンスタンツァ襲撃                   | 1941年6月26日                  | ルーマニア                            | ルーマニア王国 ナチス・ドイツ                                                                            | ソビエト連邦                                   | 勝利         |
| ミュンヘン作戦                       | 1941年7月2日 – 26日            | ルーマニア                            | ルーマニア王国 ナチス・ドイツ                                                                            | ソビエト連邦                                   | 勝利         |
| ウーマニの戦い                       | 1941年7月15日 – 8月8日         | ソビエト連邦                          | ナチス・ドイツ ルーマニア王国 ハンガリー王国 スロバキア共和国 クロアチア独立国                           | ソビエト連邦                                   | 勝利         |
| オデッサの戦い                       | 1941年8月8日 – 10月16日        | ソビエト連邦                          | ルーマニア王国 ナチス・ドイツ                                                                            | ソビエト連邦                                   | 勝利         |
| アゾフ海の戦い                       | 1941年9月 – 1942年8月          | ソビエト連邦                          | ルーマニア王国 ナチス・ドイツ                                                                            | ソビエト連邦                                   | 勝利         |
| セヴァストポリ包囲戦                 | 1941年10月30日 – 1942年7月4日  | ソビエト連邦                          | ナチス・ドイツ ルーマニア王国 イタリア王国                                                               | ソビエト連邦                                   | 勝利         |
| ロストフの戦い                       | 1941年11月21日 – 27日          | ソビエト連邦                          | ナチス・ドイツ ルーマニア王国 スロバキア共和国                                                           | ソビエト連邦                                   | 敗北         |
| 第二次ハリコフ攻防戦                 | 1942年5月12日 – 28日           | ソビエト連邦                          | ナチス・ドイツ ルーマニア王国 イタリア王国                                                               | ソビエト連邦                                   | 勝利         |
| ブラウ作戦                           | 1942年6月28日 – 11月24日       | ソビエト連邦                          | ナチス・ドイツ イタリア王国 ルーマニア王国 ハンガリー王国 スロバキア共和国 クロアチア独立国              | ソビエト連邦                                   | 敗北         |
| コーカサスの戦い                     | 1942年7月25日 – 1944年5月12日  | ソビエト連邦                          | ナチス・ドイツ イタリア王国 ルーマニア王国                                                               | ソビエト連邦                                   | 敗北         |
| スターリングラード攻防戦             | 1942年8月23日 – 1943年2月2日   | ソビエト連邦                          | ナチス・ドイツ イタリア王国 ルーマニア王国 ハンガリー王国 クロアチア独立国                               | ソビエト連邦                                   | 敗北         |
| ウラヌス作戦                         | 1942年11月19日 – 23日          | ソビエト連邦                          | ナチス・ドイツ イタリア王国 ルーマニア王国 ハンガリー王国                                                | ソビエト連邦                                   | 敗北         |
| 冬の嵐作戦                           | 1942年12月12日 – 23日          | ソビエト連邦                          | ナチス・ドイツ ルーマニア王国                                                                            | ソビエト連邦                                   | 敗北         |
| 小土星作戦                           | 1942年12月12日 – 1943年2月18日 | ソビエト連邦                          | ナチス・ドイツ イタリア王国 ルーマニア王国 ハンガリー王国                                                | ソビエト連邦                                   | 敗北         |
| タイダルウェーブ作戦                 | 1943年8月1日                   | ルーマニア                            | ナチス・ドイツ ルーマニア王国 ブルガリア王国                                                             | アメリカ                                       | 勝利         |
| ドンバス戦略攻勢                     | 1943年8月13日 – 9月22日        | ソビエト連邦                          | ナチス・ドイツ イタリア王国 ルーマニア王国 ハンガリー王国                                                | ソビエト連邦                                   | 敗北         |
| ドニエプル川の戦い                   | 1943年8月24日 – 12月23日       | ソビエト連邦                          | ナチス・ドイツ ルーマニア王国                                                                            | ソビエト連邦 チェコスロバキア                  | 敗北         |
| ケルチ＝エルティゲン作戦             | 1943年11月                     | ソビエト連邦                          | ナチス・ドイツ ルーマニア王国                                                                            | ソビエト連邦                                   | 敗北         |
| ドニエプル＝カルパティア攻勢         | 1943年12月24日 – 1944年4月14日 | ソビエト連邦                          | ナチス・ドイツ ルーマニア王国                                                                            | ソビエト連邦                                   | 敗北         |
| ウマン＝ボトシャニ攻勢               | 1944年3月5日 – 4月17日         | ソビエト連邦                          | ナチス・ドイツ ルーマニア王国                                                                            | ソビエト連邦                                   | 敗北         |
| 第一次ヤッシー＝キシニョフ攻防戦     | 1944年4月8日 – 6月6日          | ソビエト連邦                          | ナチス・ドイツ ルーマニア王国                                                                            | ソビエト連邦                                   | 勝利         |
| クリミアの戦い                       | 1944年4月8日 – 5月12日         | ソビエト連邦                          | ナチス・ドイツ ルーマニア王国 ブルガリア王国                                                             | ソビエト連邦                                   | 敗北         |
| ルブリン＝ブレスト攻勢               | 1944年7月18日 – 8月2日         | ベラルーシ/ポーランド                 | ナチス・ドイツ ルーマニア王国                                                                            | ソビエト連邦 ポーランド                        | 敗北         |
| ヤッシー＝キシニョフ攻勢（前半）     | 1944年8月20日 – 23日           | ルーマニア                            | ナチス・ドイツ ルーマニア王国                                                                            | ソビエト連邦                                   | 枢軸国を離脱 |
| 連合国の一員として (1944年–1945年)   |                                |                                       | |                                                |              |
| ヤッシー＝キシニョフ攻勢（後半）     | 1944年8月23日 – 29日           | ルーマニア                            | ソビエト連邦 ルーマニア王国航空機による支援: アメリカ                                                    | ナチス・ドイツ                                 | 勝利         |
| トゥルダの戦い                       | 1944年9月5日 – 10月8日         | ルーマニア                            | ソビエト連邦 ルーマニア王国                                                                              | ナチス・ドイツ ハンガリー王国                  | 勝利         |
| パウリシュの戦い                     | 1944年9月14日 – 19日           | ルーマニア                            | ルーマニア王国                                                                                           | ハンガリー王国                                 | 勝利         |
| デブレツェンの戦い                   | 1944年10月6日 – 29日           | ハンガリー                            | ソビエト連邦 ルーマニア王国                                                                              | ナチス・ドイツ ハンガリー王国                  | 勝利         |
| カレイの戦い                         | 1944年10月21日 – 25日          | ハンガリー                            | ルーマニア王国                                                                                           | ハンガリー王国                                 | 勝利         |
| ブダペスト攻勢                       | 1944年10月29日 – 1945年2月13日 | ハンガリー                            | ソビエト連邦 ルーマニア王国                                                                              | ナチス・ドイツ ハンガリー王国                  | 勝利         |
| ブダペスト包囲戦                     | 1944年12月29日 – 1945年2月13日 | ハンガリー                            | ソビエト連邦 ルーマニア王国                                                                              | ナチス・ドイツ ハンガリー王国                  | 勝利         |
| ブラチスラヴァ＝ブルノ攻勢           | 1945年3月25日 – 5月5日         | ボヘミア・モラヴィア保護領/スロバキア | ソビエト連邦 ルーマニア王国 チェコスロバキア                                                             | ナチス・ドイツ ハンガリー王国                  | 勝利         |
| プラハの戦い                         | 1945年5月6日 – 11日            | ボヘミア・モラヴィア保護領            | ソビエト連邦 ポーランド ルーマニア王国 ロシア解放軍                                                      | ナチス・ドイツ ハンガリー王国 スロバキア共和国 | 勝利         |

## ルーマニア軍の兵器
第一次世界大戦後に製造され、第二次世界大戦中にルーマニア軍で用いられた兵器を列挙する。

### 銃・火砲
| 銃火器              | 製造国                              | 数             | 解説 |            |            |
| ライフル銃          | ライフル銃                          | ライフル銃     | ライフル銃 | ライフル銃 | ライフル銃 |
| ------------------- | ----------------------------------- | -------------- | --- | ---------- | ---------- |
| vz. 24              | チェコスロバキア                    | 445,640+       | ルーマニア軍が700,000丁を発注し、1943年中頃までに445,640丁を納入 |            |            |
| 短機関銃            |                                     |                | |            |            |
| ベレッタモデル38    | イタリア王国                        | 5,000          | 1941年に5,000丁が発注され、1942年中に納入。 |            |            |
| オリタM1941         | ルーマニア王国                      | 不明 (10,000+) | 1943年からルーマニア軍で使用され、1942年10月時点では月に666丁生産されていた。 |            |            |
| MP40                | ナチス・ドイツ                      | 不明           | ドイツが提供 |            |            |
| 機関銃              |                                     |                | |            |            |
| ZB vz. 30           | チェコスロバキア · ルーマニア王国   | 28,000         | チェコスロバキアから18,000丁を輸入、残りの10,000丁は国内のクジルで製造、1942年10月の時点で月に250丁生産されていた。                                                               |            |            |
| ZB-53               | チェコスロバキア                    | 5,500          | 5,500丁を購入、1941年に3,500丁、1943年に2,000丁を納入。 |            |            |
| オチキスM1929       | フランス第三共和政                  | 200            | 200丁を発注し、フランス陥落前に全て納入。 |            |            |
| 迫撃砲              |                                     |                | |            |            |
| ブラントミレー1935  | ルーマニア王国 · フランス第三共和政 | 300+           | 125門はフランスから輸入、175門以上はブラショヴの工場で製造、1942年10月の時点で月に26門生産されていた。                                                                            |            |            |
| ブラントミレー27/31 | ルーマニア王国 · フランス第三共和政 | 1,188+         | 188門はフランスから輸入、410門以上はブラショヴの工場で製造、1942年10月の時点で月に30門生産されていた（このような追撃砲は、1943年中頃までにルーマニアで1,000門以上が製造された）。 |            |            |
| M1938               | ルーマニア王国 · ソビエト連邦       | 不明 (数百)    | ソ連製を入手し、リバースエンジニアリングによって国内のレシツァの工場で製造。1942年10月の時点で月に80門生産されていた。                                                            |            |            |
| 高射砲              |                                     |                | |            |            |
| 2 cm flak           | ナチス・ドイツ                      | 300            | 1940年9月に300門を発注、1941年5月より納入、「グストロフ」として知られる。 |            |            |
| 20 mm エリコン      | スイス                              | 45             | ドイツから45門を購入。 |            |            |
| 25 mm オチキス      | フランス第三共和政                  | 72             | 300門を発注したが、フランス陥落のため72門のみ納入。 |            |            |
| 3.7 cm flak         | ルーマニア王国 · ナチス・ドイツ     | 360            | 1938年より360門が製造、1941年5月までに102門が納入、1942年10月の時点で月に6門生産されていた。                                                                                      |            |            |
| 40 mm ボフォース    | スウェーデン                        | 54             | ドイツから54門を購入。 |            |            |
| 75 mm ヴィッカース  | ルーマニア王国 · イギリス           | 200            | 200門が製造、1941年中頃までに100門が納入、1941年7月に残り100門が納入。1942年10月の時点で月に5門生産されていた。                                                                   |            |            |
| 対戦車砲            |                                     |                | |            |            |
| 25 mm オチキス      | フランス第三共和政                  | 不明           | 納入数不明。 |            |            |
| 37 mm ボフォース    | スウェーデン · ポーランド           | 669            | 669門をドイツから購入（もとはポーランド所有）。1941年時点で最も使われていた対戦車砲であった。                                                                                     |            |            |
| 45 mm M1942         | ソビエト連邦                        | 不明           | ソ連から奪取。大戦後半には4門が使われていた。 |            |            |
| 47 mm ボーラー      | オーストリア連邦国 · イタリア王国   | 820            | オーストリアで545門が、イタリアで275門が製造。全てドイツから購入。 |            |            |
| 47 mm シュナイダー  | ルーマニア王国 · フランス第三共和政 | 300+           | フランスから160門を購入、140門以上をプロイェシュティで製造。1942年10月の時点で月に14門生産されていた。                                                                            |            |            |
| 50 mm Pak 38        | ナチス・ドイツ                      | 110            | ソ連のT-20を改修したもの。 |            |            |
| 75 mm Pak 40        | ナチス・ドイツ                      | 不明           | 大戦の後半においては各対戦車小隊が3門を持って、ルーマニア国産の75 mm レシツァモデル 1943と入れ替えて用いられた。                                                                  |            |            |
| 75 mm レシツァ      | ルーマニア王国                      | 375+           | いくつかの外国モデルを組み合わせたもので、レシツァで210門、ブラショヴで120門、プロイェシュティで42門、試作品3門が製造された。                                                     |            |            |
| 野戦砲              |                                     |                | |            |            |
| 100 mm シュコダ     | チェコスロバキア · ルーマニア王国   | 500            | 1930年代中頃にチェコスロバキアから248門を購入、1940年から41年にかけてドイツから252門を購入。銃砲身はルーマニアで製造された。                                                      |            |            |
| 105 mm シュナイダー | フランス第三共和政                  | 144            | 180門が発注されたが、フランス陥落のため144門のみが納入。 |            |            |
| 150 mm シュコダ     | チェコスロバキア · ルーマニア王国   | 180            | 1936年から1939年にかけてチェコスロバキアから180門を購入。銃砲身はルーマニアで製造された。                                                                                         |            |            |

### 戦車
下表は、1944年7月19日の時点でルーマニア軍が使用していた戦車の種別と数を示したものである。

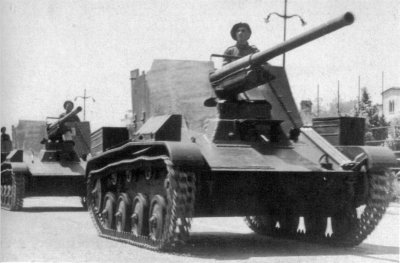
1943年5月10日の国家の日にパレードするルーマニアのTACAM T-60

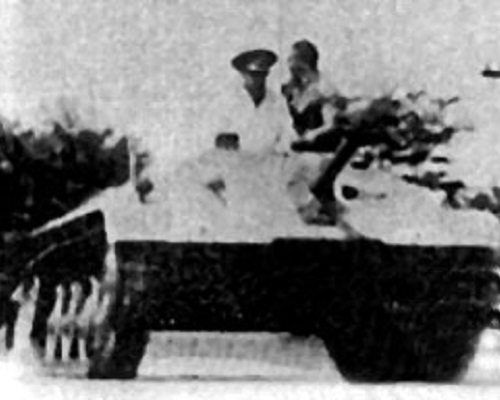
マレシャル駆逐戦車（試作型M-05）は戦時下におけるルーマニア製装甲車両として最も有名なもので、1944年5月から10月にかけて第2甲連隊のM大隊で用いられていた。

| 名称       | 種別     | 生産国             | 数 |
| ---------- | -------- | ------------------ | -- |
| FT-17      | 軽戦車   | フランス第三共和政 | 62 |
| R-1        | 豆戦車   | チェコスロバキア   | 14 |
| R-35       | 軽戦車   | フランス           | 30 |
| R-35/45    | 駆逐戦車 | ルーマニア王国     | 30 |
| R-2        | 軽戦車   | チェコスロバキア   | 44 |
| T-38       | 軽戦車   | ナチス・ドイツ     | 19 |
| T-3        | 中戦車   | ナチス・ドイツ     | 2  |
| T-4        | 中戦車   | ナチス・ドイツ     | 81 |
| TACAM T-60 | 駆逐戦車 | ルーマニア王国     | 34 |
| TACAM R-2  | 駆逐戦車 | ルーマニア王国     | 20 |
| TAs        | 突撃砲   | ナチス・ドイツ     | 60 |
| マレシャル | 駆逐戦車 | ルーマニア王国     | 7  |
| STZ        | 豆戦車   | ルーマニア王国     | 34 |

### 空軍
- IAR-80（戦闘機）
- IAR-81（戦闘機、急降下爆撃機）